# Skala Oropou
Skala Oropou (in greco Σκάλα Ωρωπού?) è una ex comunità della Grecia nella periferia dell'Attica (unità periferica dell'Attica Orientale) con 3775 abitanti secondo i dati del censimento 2001.
È stata soppressa a seguito della riforma amministrativa, detta Programma Callicrate, in vigore dal gennaio 2011 ed è ora compresa nel comune di Oropos.

## Località
La comunità è suddivisa nei seguenti villaggi (popolazione al 2001):
- Skala Oropou (pop. 1289)
- Chalkoutsi (pop. 2082)
- Nea Politeia (pop. 404)